# Euphorbia lactea
Euphorbia lactea es una especie fanerógama perteneciente a la familia de las euforbiáceas.

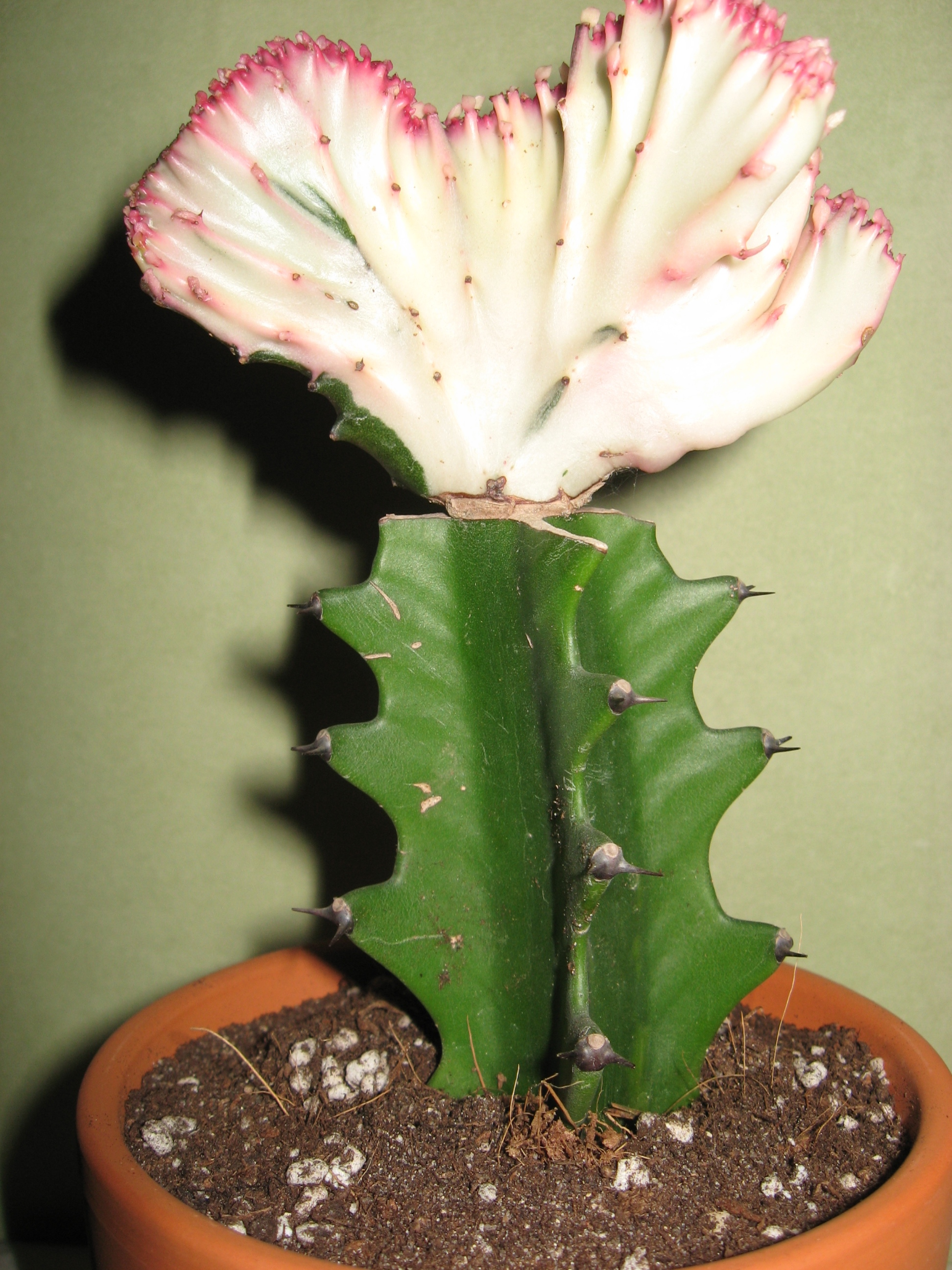
Injerto de Euphorbia lactea f. ccristata

## Descripción
Se trata de un arbusto erecto que alcanza  hasta 5 m de altura, con ramas suculentas  de 3-5 cm de diámetro,  con sección transversal triangular o rómbica, las crestas son espinosas, con espinas cortas de hasta 5 mm de largo.  Las hojas son diminutas, y caducas.  Todas las partes de la planta contienen un látex venenoso lechoso.

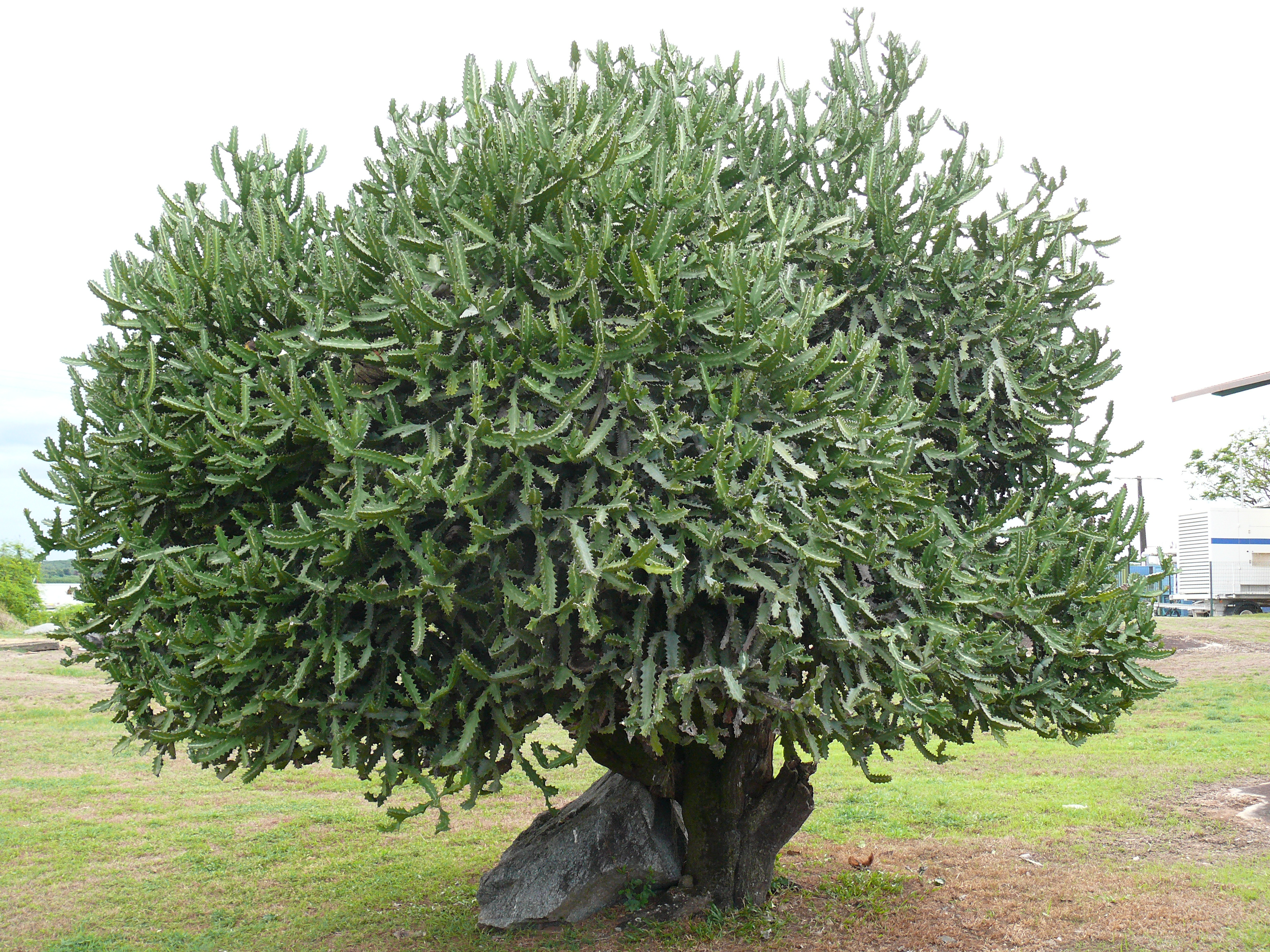
Vista de la planta

## Distribución geográfica
Es nativa de las regiones tropicales de Asia, principalmente en India y Sri Lanka. También es abundante en Cuba

## Propiedades
Se utiliza medicinalmente en India.  Es ampliamente cultivado como una planta ornamental, tanto en los trópicos, y como de casa en las regiones templadas; una serie de cultivares han sido seleccionados para uso ornamental, en particular la subsp. cristata.

## Taxonomía
Euphorbia lactea fue descrita por Adrian Hardy Haworth y publicado en Synopsis plantarum succulentarum ... 127. 1812.
Etimología
Euphorbia: nombre genérico que deriva del médico griego del rey Juba II de Mauritania (52 a 50 a. C. - 23), Euphorbus, en su honor – o en alusión a su gran vientre –  ya que usaba médicamente Euphorbia resinifera. En 1753 Carlos Linneo asignó el nombre a todo el género.
lactea: epíteto latino que significa "lechosa".